# 3-chloorpropyn
3-chloorpropyn of propargylchloride is een organische verbinding met als brutoformule C3H3Cl. De stof komt voor als een bruine vloeistof, die erg giftig en ontvlambaar is.
3-chloorpropyn wordt gebruikt tegen corrosie en in de organische synthese.